# Anémone de prairie
Pulsatilla patens
Espèce
Synonymes
- Anemone ludoviciana Nutt., nom. illeg.
- Anemone multifida (Pritz.) Zämelis, non Poir.
- Anemone nuttalliana DC.
- Pulsatilla hirsutissima (Pursh) Britton
- Pulsatilla ludoviciana A. Heller, nom. illeg.
- Pulsatilla nuttalliana (DC.) Spreng.[2],[3]

L’Anémone de prairie (Pulsatilla patens) est une espèce de plantes à fleurs de la famille des Ranunculaceae.
Synonyme
- Anemone patens L.

## Description

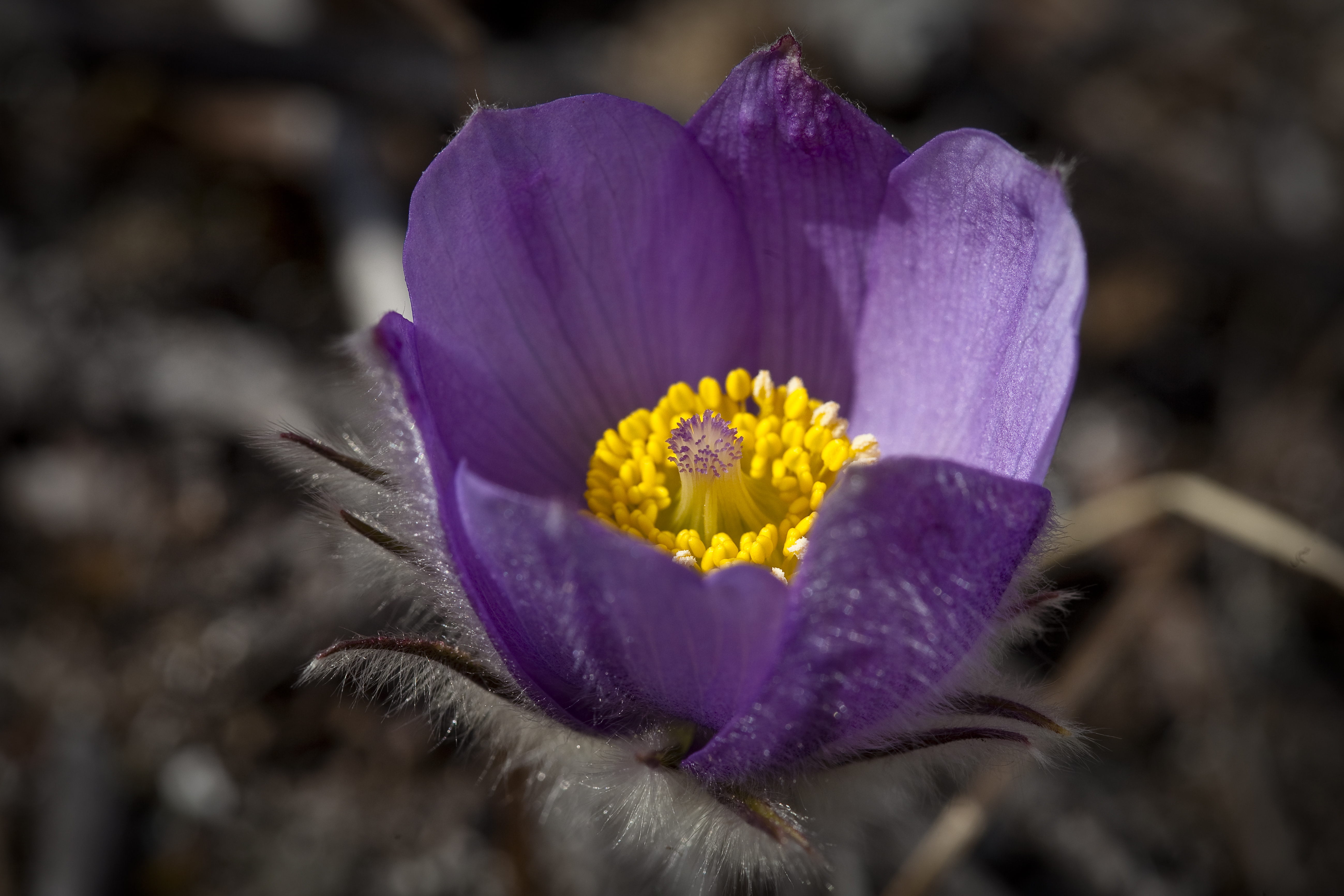
Fleur d'anémone de prairie.

## Distribution
On la trouve en Europe, Russie, Mongolie, Chine, Canada et aux États-Unis.